# Pigrete
Pigrete di Alicarnasso (greco: Πίγρης; fl. IV secolo a.C.) fu, secondo alcune notizie antiche e qualche studioso moderno, l’autore della Batracomiomachia attribuita in genere ad Omero.

## Biografia
La variante del nome Tigrete presente in alcuni manoscritti del poemetto è da considerarsi errata.
Le uniche vaghe notizie biografiche su Pigrete ci provengono da un passo di Plutarco  e dal lessico Suda Da Plutarco apprendiamo soltanto che Pigrete era imparentato con un'Artemisia e che avrebbe composto la Batracomiomachia. La Suda fornisce qualche informazione in più: Pigrete sarebbe stato originario di Alicarnasso, in Caria, e l'Artemisia citata da Plutarco sarebbe stata sua sorella; più precisamente, si sarebbe trattato della celebre sorella e moglie di Mausolo (di cui quindi Pigrete sarebbe stato a sua volta fratello), satrapo di Caria dal 377 a.C. fino alla sua morte, Artemisia II.
Questi pochi dati in nostro possesso indurrebbero quindi a collocare Pigrete intorno alla metà del IV secolo a.C.
Oltre alla Batracomiomachia, la Suda attribuisce a Pigrete una riscrittura dell'Iliade in distici elegiaci, fatta interpolando un pentametro dopo ogni esametro omerico, e il poemetto Margite, anch'esso attribuito generalmente, nell'antichità, ad Omero.